# ينس فيدلر
ينس فيدلر (Jens Fiedler) هو لاعب أولمبي لرياضة ركوب الدراجات من ألمانيا. شارك في الأولمبياد الصيفي في 1992–2000، وفاز بما مجموعه 5 ميداليات.

## الميداليات
| ذهب | فضة | برونز | المجموع |
| 3   | 0   | 2     | 5       |

## روابط خارجية
- ينس فيدلر على موقع أرشيف الدراجات (الإنجليزية)
- ينس فيدلر على موقع CycleBase (الإنجليزية)
- ينس فيدلر على موقع أوليمبيديا (الإنجليزية)